# Оловенниковы
Оловенниковы (Оловениковы, Оловянниковы) — русский дворянский род.
Известны с первой половины XVII века в Орловской губернии, жалованных поместьями (1668). Подьячий Родион Олевенников воевода в Мценске (1635—1637). Дьяк Порфирий Фёдорович Оловеников воевода в Тобольске (1678—1682), думный дьяк (1692).
Наиболее известные представители рода — три сестры — активные участницы революционного движения, члены народнических и террористических организаций в Российской империи.

## Описание герба
Щит разделен горизонтально на две части, из которых в верхней части, в голубом поле, изображены золотой крест и серебряная луна, рогами вверх обращённая (польский герб Шелига). В нижней части, в красном поле, крестообразно положены две серебряные шпаги остроконечиями вниз. Щит увенчан обыкновенным дворянским шлемом с дворянской на нём короной и тремя страусовыми перьями. Намёт на щите голубой, подложенный серебром.

## Известные представители
- Оловеников Порфирий — дьяк (1676—1677).
- Оловеников Петр Перфильевич — стольник (1696).
- Оловениковы: Иван Иванович и Иван Ерофеевич — дьяки (1704—1713)[2].

## Революционеры Оловениковы
В семье представителя старинного дворянского рода писца 1 разряда, губернского секретаря Николая Александровича Оловенникова († 8 августа 1869) и Любови Даниловны (в девичестве Бучневская) († 1899) родилось семеро детей — сестры Мария, Наталья, Елизавета, братья Александр, Михаил, Сергей, Андрей. Вследствие своего неравного (по сословным признакам) брака с супругой, Н. А. Оловенников был вынужден обращаться за разрешением в Губернское дворянское собрание, чтобы дети могли быть причислены к дворянскому сословию отца. Отец семейства Н. А. Оловенников за счёт наследства, полученного от родственников, стал состоятельным помещиком.

### Сёстры
Мария Николаевна (15 мая 1852 с. Покровское Орловская губерния — 20 сентября 1898 Париж Франция).
Наталья Николаевна (6 декабря 1855 с. Покровское Орловская губерния Российская империя — октябрь 1924 с. Покровское Орловская губерния СССР) — революционерка, член Исполнительного комитета партии «Народная Воля».
 Образование получила в женской гимназии в г. Орле. Участвовала в народническом кружке П. Г. Заичневского (г. Орёл). В 1878 году примкнула к организации «Земля и Воля», занималась пропагандистской работой с крестьянами. После раскола организации «Земля и Воля» на «Чёрный передел» и «Народную Волю», вступила в «Народную Волю». Выполняла функции «хозяйки» явочной квартиры для революционеров в Санкт-Петербурге, ежеминутно ожидая прихода сотрудников Департамента полиции и ареста. После этого заболела тяжёлым нервно-психическим заболеванием. Лечилась в психиатрических больницах в г. Орле и г. Твери, затем проживала в с. Покровском до своей кончины. Занималась просветительской деятельностью среди крестьянских детей. Замужем не была. Похоронена в с. Покровском. Могила утрачена.
Елизавета Николаевна (28 августа 1857 с. Покровское Орловская губерния — 25 июня 1932 г. Орёл СССР) — революционерка, активный член партии «Народная Воля».

Образование получила в женской гимназии в г. Орле. Участвовала в народническом кружке П. Г. Заичневского (г. Орёл). Окончила фельдшерские курсы в Санкт-Петербурге. В 1878 году примкнула к организации «Земля и Воля». После раскола «Земли и Воли» на «Чёрный передел» и «Народную Волю», вступила в «Народную Волю». Принимала активное участие в покушении на российского императора Александра II (1 марта 1881).
Была арестована в ночь с 13 на 14 марта 1881 г. Санкт-Петербургским окружным судом признана невменяемой ввиду психического заболевания, проявившегося во время предварительного заключения и следствия. В судебном «процессе 20-ти» народовольцев участия не принимала. С апреля 1882 года и до 1891 года лечилась в Казанской психиатрической больнице. В соответствие с прошением матери ей было разрешено уехать на родину в с. Покровское, где она находилась под надзором полиции вплоть до революции 1917 г. Замужем не была. В 1925 г. переехала на постоянное место жительство в г. Орёл к старой подруге. Похоронена на Троицком кладбище в г. Орле. Могила утрачена.

### Братья
Братья Михаил и Сергей Оловенниковы политической деятельностью никогда не занимались и были консервативными законопослушными подданными Российской империи.
Александр Николаевич (1859 с. Покровское Орловская губерния) — прожил 4 месяца.
Михаил Николаевич (1860 с. Покровское Орловская губерния — после 1908) — закончил Орловский Бахтина кадетский корпус, в 90-х гг. — земский начальник в Севском уезде Орловской губернии, с 22 января 1901 г. — советник Орловского губернского управления и редактор неофициальной части газеты «Орловские губернские ведомости», с 1903 г. причислен к Министерству внутренних дел. В своём поместье заботился об образовании крестьян, строил школу (был её попечителем). Будучи образованным человеком, входил в число членов Орловской учётной архивной комиссии.

Был женат на Надежде Владимировне Мацневой с января 1882 г., имел детей — Надежду, Бориса, Михаила, Георгия, Любовь.
Сергей Николаевич (1865 с. Покровское Орловская губерния — ?) — основной наследник имения и имущества отца Николая Оловенникова, организатор первой публичной павленковской библиотеки в Малоархангельском уезде Орловской губернии.

Был женат на Вере Дмитриевне Гороховой с апреля 1897 г., имел детей — Льва, Анну.
Андрей Николаевич (1868 с. Покровское Орловская губерния) — умер в раннем возрасте.

### Память
- На здании конторы ООО «Северное сияние», которое располагается в посёлке Покровское на месте бывшего помещичьего имения Оловенниковых, есть мемориальная плита с надписью: «На этом месте находился дом, в котором родились и выросли активные деятельницы „Народной воли“, сестры — Мария Ошанина (1852—1898), Наталья Оловенникова (1855—1924), Елизавета Оловенникова (1857—1932)».
- Имя Оловенниковых носит одна из улиц посёлка Покровское Орловской области.
- Имя Сергея Николаевича Оловенникова присвоено Покровской центральной районной межпоселенческой библиотеке.
- В честь жены Сергея Николаевича Оловенникова Веры Дмитриевны в посёлке Покровском называется Верочкина роща.